# كارل بروبست
كارل بروبست (بالإنجليزية: Karl Probst) هو مهندس أمريكي، ولد في 20 أكتوبر 1883 في بوينت بليزانت في الولايات المتحدة، وتوفي في 25 أغسطس 1963 في دايتون في الولايات المتحدة.